# David Winters
David Winters (* 5. April 1939 in London. England als David Weizer; † 23. April 2019 in Fort Lauderdale, Florida) war ein britisch-US-amerikanischer Regisseur, Filmproduzent, Drehbuchautor, Choreograph sowie Schauspieler und Tänzer.

## Leben und Karriere
David Winters wurde in eine jüdische Familie in London geboren, die 1953 in die Vereinigten Staaten übersiedelte. Seit 1956 besaß er die amerikanische Staatsbürgerschaft. Er war mit der Schauspielerin J’Len Winters verheiratet, ihr gemeinsamer Sohn Alexander ist Schauspieler und Model. Winters hatte auch eine Beziehung mit Linda Lovelace. Nachdem er über ein Jahrzehnt seinen Wohnsitz in Thailand hatte, lebte er ab 2013 in Fort Lauderdale.
Schon in seiner Kindheit und Jugend übernahm Winters regelmäßig Rollen in Film, Fernsehen und Theater. Er verdiente sich das Geld für Tanzstunden mit Schuhputzen. Am Broadway spielte der tänzerisch begabte Winters Ende der 1950er Jahre in den Uraufführungen der Erfolgsmusicals West Side Story und Gypsy. Während er auf der Bühne in West Side Story noch die Rolle des „Baby John“ gespielt hatte, verkörperte er in der gleichnamigen Verfilmung von 1961 mit „A-Rab“ ein anderes Mitglied der Jets. In den folgenden Jahren spielte er Nebenrollen in einigen Filmen und Fernsehserien, ehe er sich ab Mitte der 1960er Jahre auf die Arbeit hinter der Kamera konzentrierte. Gelegentlich war er immer noch als Schauspieler tätig, so spielte er 2012 im dänischen Independentfilm 10 Timer til Paradis, der auf dem Sundance Film Festival ausgezeichnet wurde.
Als Choreograph war Winters seit Mitte der 1960er Jahre bei Hollywood-Filmen tätig. Den Durchbruch hier brachte ihm Tolle Nächte in Las Vegas mit Elvis Presley und Ann-Margret, der als einer der besten Elvis-Filme gilt. In der folgenden Zeit war er noch bei weiteren Filmen von Presley und Ann-Margret für die Tanznummern verantwortlich. Neben diesen beiden Stars arbeitete er als Choreograph noch mit weiteren prominenten Namen wie Diana Ross, Barbra Streisand (beim Film A Star Is Born), Nancy Sinatra, Raquel Welch und Alice Cooper. 1968 und 1970 wurde er für seine Arbeiten als Choreograph für den Emmy Award nominiert.
1966 wurde er erstmals als Produzent tätig, beim Fernsehfilm Lucy in London mit Starkomikerin Lucille Ball in der Titelrolle. Ende der 1960er Jahre war er Regisseur von zwei Folgen der Fernsehserie The Monkees. In den 1970er Jahren drehte er mehrere Fernsehspecials und Konzertfilme, beispielsweise 1975 Alice Cooper: Welcome to My Nightmare. Als Regisseur, Drehbuchautor und Produzent betätigte Winters sich bei vielen B-Movies. Die Horrorkomödie The Last Horror Film wurde heimlich während der Filmfestspiele von Cannes gedreht und war 1982 recht erfolgreich. 1986 inszenierte Winters mit Trashin’ – Krieg der Kids einen der ersten Skaterfilme – Hauptdarsteller war der am Anfang seiner Karriere stehende Josh Brolin, auch die noch weitgehend unbekannten Red Hot Chili Peppers hatten einen Auftritt im Film. Zu einem Flop geriet dagegen sein Science-Fiction-Film Space Mutiny, der nur wegen seiner unfreiwilligen Komik heute noch bekannt ist.
Von 1987 bis Mitte der 1990er Jahre besaß Winters sein eigenes Filmstudio Action International Pictures, später in West Side Studios umbenannt, mit dem er mehrere Dutzend B-Filme produzierte. Während seines Aufenthaltes in Thailand produzierte er mit The King Maker (2005) einen der kommerziell erfolgreichsten thailändischen Filme aller Zeiten. Sein letztes Projekt war der 2015 erschienene Tanzfilm Dancin': It’s On!, bei dem er Regisseur, Produzent, Drehbuchautor und Nebendarsteller war. 2018 veröffentlichte er seine Autobiografie Tough Guys Do Dance. Er starb im April 2019, wenige Wochen nach seinem 80. Geburtstag, in Florida.

## Filmografie (Auswahl)
als Schauspieler
- 1949: The Big Story (Fernsehserie)
- 1954: Roogie’s Bump
- 1956: Rock, Rock, Rock (Rock, Rock, Rock!)
- 1958: Gnadenlose Stadt (Naked City; Fernsehserie, 1 Folge)
- 1959: Der Zorn des Gerechten (The Last Angry Man)
- 1961: West Side Story
- 1961: Kein Fall für FBI (The Detectives, Fernsehserie, 1 Folge)
- 1961/1962: 77 Sunset Strip (Fernsehserie, 2 Folgen)
- 1963: In Liebe eine 1 (Take Her, She’s Mine)
- 1963: Captain Newman (Captain Newman, M.D.)
- 1963: Perry Mason (Fernsehserie, 1 Folge)
- 1964: Assistenzärzte (The New Interns)
- 1966: Die bunte Flickendecke (The Crazy-Quilt)
- 2006: Piraten der Karibik (Blackbeard; Fernseh-Miniserie, 3 Folgen)
- 2012: 10 Timer til Paradis
- 2015: Dancin’: It’s On!

als Cheoreograph
- 1964: Tolle Nächte in Las Vegas (Viva Las Vegas!)
- 1964: Pyjama-Party (Pajama Party)
- 1965: Kurven-Lily (Girl Happy)
- 1965: Cowboy Melodie (Tickle Me)
- 1966: Paris ist voller Liebe (Made in Paris)
- 1976: A Star Is Born
- 1978: The Star Wars Holiday Special (Fernsehsendung)
- 1979: Roller Boogie

als Regisseur
- 1968/1969: The Monkees (Fernsehserie, 2 Folgen)
- 1973: Dr. Jekyll and Mr. Hyde (Fernsehfilm)
- 1975: Alice Cooper: Welcome to My Nightmare
- 1979: Raquet – Aufschlag ins Glück (Racquet)
- 1982: Love to Kill (The Last Horror Film)
- 1986: Mission Cobra
- 1988: Guerilla Force
- 1986: Trashin’ – Krieg der Kids (Thrashin')
- 1988: Space Mutiny
- 2015: Dancin’: It’s On!

als Produzent
- 1966: Lucy in London (Fernsehfilm)
- 1987: Tödliche Beute (Deadly Prey)
- 1987: Aerobicide
- 1988: Space Mutiny
- 1988: Phönix – The Warrior (Phoenix the Warrior)
- 1989: Future Force
- 1992: Kronzeuge im Kreuzfeuer (Armed for Action)
- 1992: Double Threat – Tödliches Verlangen (Double Threat)
- 1994: Good Cop, Bad Cop (Raw Justice)
- 2005: The King Maker